# Tommy Boyd
Thomas „Tommy” Boyd (ur. 24 listopada 1965 r. w Glasgow) – szkocki piłkarz grający na pozycji obrońcy.
Grał na Mistrzostwach Europy 1992 oraz ME 1996 oraz na Mistrzostwach Świata 1998 (w meczu otwarcia, w 73 minucie z meczu z Brazylią strzelił samobójczą bramkę i po tym błędzie zespół przegrał 1:2 a potem zespół odpadł z turnieju). W latach 1991–2001 grał w reprezentacji, wystąpił w 72 meczach.